# Pippi Examples
Pippi Examples var ett videokonstverk från 2001 av Palle Torsson där 27 utvalda filmsekvenser från TV-serien Pippi Långstrump av Olle Hellbom som Svensk Filmindustri producerade mellan åren 1969 och 1971 klipptes ihop i kronologisk ordning och spelades upp i slowmotion med ljudspåret borttaget och sekvenserna uppfattades då som sexuella och provocerande.
Torssons syfte var att belysa samtidens sexualisering av barn och hur synen på barn och sexualitet hade förändrats jämfört med slutet på 60-talet då Hellboms filmer skapades. Torsson anklagades för att söka uppmärksamhet och för att med lösryckta filmsnuttar ha försökt tjäna pengar genom att förvandla Pippi till en lolitafigur för pedofiler. Moralpanik bröt ut och verket fördömdes.
Svensk Filmindustri anklagade Torsson för upphovsrättsintrång och alla kopior av verket förstördes. Endast ett fåtal personer har sett videoverket i sin helhet. De enda offentliga visningarna skedde på Konstfack och Ölands folkhögskola.

## Tillkomst
Torsson hade tidigare arbetat med pornografiska bilder, bland annat i verket Minus Porn (1999), och hade då noterat hur den naiva bild man hade på sjuttiotalet, hade blivit mycket råare och mer sexualiserad.:28

## Intervjun i Bon
Videon uppmärksammades i magasinet Bon (nr 2. 2001) där den beskrevs av Bo Madestrand som "ett oroande verk där Pippi Långstrump rycks ur sitt sammanhang och laddas med sexualitet." I samband med en intervju i tidningen sade Torsson att Pippis sexualitet inte var något han själv hittat på, att Idén om Lolitan låg väldigt nära Pippi och att han inte hade någon aning om varför de hade valt att framställa henne så i filmen, med tajt kjol och lösa strumpeband, när hon i böckerna har stora byxor på sig.
Torsson sade "Ibland är jag rädd för att göra sådana här grejer, det kan bli ett sådant ståhej. Jag vill gärna ha en diskussion, men jag vill inte att folk ska slå ner mig på gatan eller skicka hem bajs till mig. Men den rädslan måste jag arbeta med, jag vill inte censurera mig själv på grund av den." Han sade att han själv tyckte att Pippi-projektet kändes som en provokation och att om kvällstidningarna inte skulle komma att göra löpsedlar av projektet så skulle de inte göra sitt jobb.

## Tidningarnas rapportering
Aftonbladets löpsedel den 17 juli 2001 löd "Astrid Lindgren bestört över chockbilderna på Pippi". Aftonbladet skrev att "Med stillbilder ur originalfilmen hoppas konstnären Palle Torsson tjäna pengar på Astrid Lindgrens älskade figur." Själva videoverket beskrev Aftonbladet som att "Redan i den första scenen syns hur Pippis kompis Annika åker ledstång. Kjolen glider upp och visar hennes underkläder. I en annan sekvens har Torsson fastnat för när Pippi sitter och särar på benen och är filmad underifrån. Vidare finns bilder där mäns armar titt som tätt hamnar på flickans stjärt eller hennes lår." De närmast involverade med karaktären Pippi Långstrump reagerade starkt.
Dagen efter bereddes Torsson utrymme att svara i Aftonbladet och sade att den nya filmen innehöll sekvenser som när de gjordes 30 år tidigare knappast ansågs ha ett sexuellt innehåll men eftersom kulturen hade förändrats under den tiden kunde de 2001 tolkas som sexuella bilder. Löpsedeln den dagen löd "Så blir vädret resten av sommaren".
I Dagens Nyheter kommenterade Torsson den 18 juli "Det finns ett spektrum av olika karaktärer där barnen tvingas in. Den här repressiva blicken i vår mediekultur tränger ut sådana oskuldsfulla och starka personligheter som Pippi genom den hårda sexualiseringen av barn och unga, ett exempel är Britney Spears."

## Upphovsrättsfrågan
På frågan om upphovsrätten kunde bli ett problem hade Torsson svarat till Bon att när det så tydligt var frågan om ett konstnärligt verk så var det ganska vattentätt: "Det är bara hysteri som skulle kunna skapa ett problem. Rent juridiskt tror jag inte, om inte domaren är helt galen, att det blir något problem."
Under uppståndelsen sade Chefen för Svensk Filmindustris rättighets- och exportavdelning, Ann-Kristin Westerberg, till TT att man tänkte stoppa verket då man menade att Torsson "absolut inte hade rätt att röra upphovsrättsskyddat material", material som ägdes gemensamt av SF och bolaget Tre Lindgren. Torsson sade att hans första reaktion var att SF byggde sitt starka beslut på andrahandsuppgifter: "Filmen har inte ens visats. Men jag förstår och vet att det egentligen inte är mig de är rädda för utan för hur bilden av Pippi kan förvridas eftersom industrin kring henne är så omfattande."
Svensk Filmindustri anklagade Torsson för upphovsrättsintrång. Han fick vitesföreläggande att betala 200 000 kr varje gång filmen visades. Efter konsultation med advokater ansåg han att rättsprocessen skulle bli för lång, för dyr och för svår för honom att vinna. En förlikning nåddes, och de fem kopior av Pippi Examples som ursprungligen hade tagits fram förstördes.
Torsson sade dock 2010 att verket, trots att det förstördes, uppfyllde sin funktion ändå eftersom det redan hade nått fram och "Att någonting måste förstöras är ju också en slags kvalitetsstämpel." Det enda som återstår av verket är bilderna i Bon.

## Senare kommentarer
2004 skrev Kajsa Widegren, med de stillbilder som publicerades i Bon som underlag, om den semiotiska betydelseförskjutning som sker när bilder förflyttas från ett sammanhang till ett annat; från ett barnkulturellt till ett konstnärligt, och att den kontrast mellan betraktarpositionerna som uppstår i Pippi Examples förutsätter att betraktaren har kunskaper om pornografiska bilder. Denna förkunskap blir ett tolkningsredskap som gör det möjligt för betraktaren att upprätta en tolkningskontext och fixera betydelse ur tvetydiga bilder. Widegren hänvisar till en företeelse som Douglas Crimp kallar betraktarens "begär efter den betydelse man vet är frånvarande."; att när en bild har fetischistiska kvalitéer så känner betraktaren ett begär efter att placera in bilden i ett sammanhang som ger bilden mening. Widegren skrev att "Konfrontationen med själva föreställningen om en njutningspotential gör bilderna obscena när de visar barn. Denna obscenitet har att göra med kulturella föreställningar om barnets oskuldsfullhet." och hänvisade till Michel Foucaults uttryck "pedagogiseringen av barnets kön" i vilket barnets sexualitet antas finnas i barnets kropp men måste kringskäras och kontrolleras av vuxna. Hon argumenterade för att Torssons könstillhörighet borde ses som en viktig del i det tolkningssammanhang som upprättades för bilderna, och menade att konstverket kunde "skrivas in i en senmodern konstnärlig tradition av provokativa refereranden till tabubelagda områden och de gränser vilka kringskär dessa."
2005 beskrev Lars Berge på Svenska Dagbladet reaktionerna på verket som ett "ramaskri".
2010 beskrev Petter Lindgren på Aftonbladet att Torsson i sitt montage effektivt hade belyst hur all naken hud, inte minst barnens, hade kommit att laddas med pornografiskt innehåll.
2010, i en längre intervju med Torsson, skrev tidningen Konstnären att "Verket fördömdes. Missuppfattades. Kvällspressen skrev om Astrid Lindgrens bestörtning. Den egentliga debatten föll bort. Pippi Långstrump var en nationalklenod som inte tillät konstnärlig tolkning. Men det var inte reaktionerna som hindrade konstverket, det var upphovsrätten." Torsson berättade i tidningen att han efter reaktionerna på verket förlorade tron på konstvärldens vilja att stå upp för sin egen sak och uttryck: "Där dog konsten för mig." Konsekvenserna av verket blev svåra för honom: "Det fanns automatiskt en pedofilmisstanke, jag anklagades för att ha pedofilat upp Pippi." Torsson sade även till tidningen att han trodde att verket hade fått samma reaktioner idag eftersom vi fortfarande lever med samma dubbelmoralkomplex. Att det närmast hade eskalerat.
2011 sade Fotografisk Tidskrifts redaktör Jenny Morelli vid en debatt på Publicistklubben att just verket Pippi Examples var ett bra exempel på hur det hade blivit en laddning i att porträttera barn på ett visst sätt som hade förändrats från 1960- och 1970-talet då det var en ickefråga.

## Fotnoter

### Anmärkningslista
1. ↑  I den första boken Pippi Långstrump (1945) med illustrationer av Ingrid Vang Nyman har Pippi snarlika kläder som i filmerna och inte byxor.